# Tom McEvoy
Thomas „Tom“ McEvoy (* 14. November 1944 in Grand Rapids, Michigan) ist ein professioneller US-amerikanischer Pokerspieler und Pokerbuchautor. Er gewann 1983 das Main Event der World Series of Poker und ist insgesamt vierfacher Braceletgewinner der Turnierserie. Der Amerikaner ist Mitglied der Poker Hall of Fame.

## Persönliches
McEvoy war Buchhalter von Beruf, aber nach seiner Entlassung 1978 entschloss er sich, Profipokerspieler zu werden. Er erlernte schon im Alter von fünf Jahren das Pokerspiel und bekam dadurch schon Schwierigkeiten in seiner Grundschule.

## Pokerkarriere

### Werdegang
McEvoy gewann 1983 das Hauptturnier der World Series of Poker (WSOP) in Las Vegas im bis dahin längsten Heads-Up gegen Rod Peate und erhielt eine Siegprämie von 540.000 US-Dollar. Das Match dauerte über sieben Stunden und wurde erst im Jahr 2006 durch das Finale zwischen David Reese und Andy Bloch im 50.000 US-Dollar teuren H.O.R.S.E.-Event abgelöst. McEvoy war der erste Main-Event-Gewinner, der sich die 10.000 US-Dollar Startgebühr durch ein Satellite-Turnier erspielte. Er ist konsequenter Nichtraucher und überzeugte Benny Binion, den Geschäftsführer des Casinos, das die WSOP ausrichtete, die WSOP zu einem Nichtraucherturnier zu machen.
Insgesamt hat sich McEvoy mit Poker bei Live-Turnieren mehr als 3 Millionen US-Dollar erspielt. Er verfasste mehr als ein Dutzend von Pokerbüchern, teilweise mit anderen Spielern wie T. J. Cloutier, Brad Daugherty, Don Vines und Max Stern. McEvoy war Kolumnist für das Card Player Magazine und Repräsentant der Onlinepoker-Plattform PokerStars. Im Jahr 2013 wurde er in die Poker Hall of Fame aufgenommen.

### Braceletübersicht
McEvoy kam bei der WSOP 54-mal ins Geld und gewann vier Bracelets:
| Jahr | Buy-in (in $) | Turnier                             | Teilnehmer | Preisgeld (in $) |
| ---- | ------------- | ----------------------------------- | ---------- | ---------------- |
| 1983 | 01.000        | Limit Hold’em                       | 234        | 117.000          |
| 1983 | 10.000        | No Limit Hold’em World Championship | 108        | 540.000          |
| 1986 | 01.000        | Razz                                | 131        | 052.400          |
| 1992 | 01.500        | Limit Omaha                         | 132        | 079.200          |